# Купреянов, Николай Николаевич (1864)
Николай Николаевич Купреянов (28(16) августа 1864—1925) — государственный деятель Российской империи, действительный статский советник (1910), сувалкский губернатор (1911—1915).

## Биография
Отец — Николай Александрович Купреянов (1827—1899), действительный статский советник, управляющий казенной палатой в Костроме. Мать — Екатерина Павловна Долгово-Сабурова. Родился в усадьбе Патино, принадлежавшей его отцу. Кроме того семье принадлежал кирпичный дом в Костроме. В 1883 году окончил Костромскую губернскую гимназию. В 1887 году окончил факультет правоведения Императорского Санкт-Петербургского университета со званием кандидата права.
31 мая 1888 г. — зачислен в штат МВД и назначен на службу в Земельное ведомство; 1 сентября 1888 г. — младший помощник делопроизводителя Земельного отдела МВД; 16 января 1889 г. — земский капитан 5-го уезда Костромского уезда Костромской губернии; 30 июля 1892 г. — комиссар по крестьянским делам Нешавского уезда Варшавской губернии; 18 января 1895 г. — комиссар по крестьянским делам Влоцлавского повета Варшавской губернии.
В 1899 г. постоянный член Варшавского губернского по крестьянским делам присутствия.
В 1902 г. делопроизводитель земского отдела министерства внутренних дел.
В 1906 г. член состоящего при земском отделе МВД присутствия по крестьянским делам Царства Польского, был в чине статского советника.
7 июля 1900 — делопроизводитель Земельного отдела МВД; 19 июля 1903 г. — член Комиссии по крестьянским делам губерний Царства Польского при Земельном отделе МВД (руководил земскими капитанами слонимскими и новогрудскими; инспектировал крестьянские учреждения и лесозащитные комитеты в губерниях Царства Польского; был назначен МВД делегатом в созданный при горном ведомстве межведомственный совет для обсуждения некоторых вопросов развития горнодобывающей промышленности в Царстве Польском; делегируется министром в Калишскую, Седлецкую и Плоцкую губернии для инспекции управлений по крестьянским делам, лесоохранных комитетов и некоторых коммунальных управлений и кредитных учреждений.
С 28 февраля 1911 года — Сувалкский губернатор (29 августа по 24 сентября 1914 года — эвакуирован в Вильно, затем 29 января 1915 года по 7 августа 1915 года эвакуирован в Молодечно, 27 августа 1915 года — в Рязань; 21 сентября 1915 года — делегирован в помощь Зубчанинову для работы в управлении по делам беженцев; 2 ноября 1915 года — главный уполномоченный Астраханской, Вологодской и Вятской губерний по делам беженцев в материковой части Империи).
С 1911 председатель Сувальского губернского Алексеевского комитета, почетный председатель Сувальского отделения общества «Русское Зерно», председатель Общественного Собрания в Сувалках; с 1912 почетный член Кибартай-Вежболовского Покровского православного братства и заместитель председателя местного управления Российского общества Красного Креста в Сувалках.
В марте 1917 года освобождён от должности по решению Временного правительства.
В сентябре 1917 года находился в Спасо-Николаевской Слободе близ Селище Костромского уезда напротив Костромы на правом берегу Волги.
В 1910 году присвоен чин действительного статского советника.
Был арестован ОГПУ по Москве и Московской области в 1923 году.
Скончался в Москве 1925 году.

## Семья
- Жена — Мария Геннадиевна, урождённая Мягкова (1866—1941[2]), дочь Геннадия Васильевича Мягкова (1843—1903), столоначальника Казанского интендантского округа г. Казани и его жены Елизаветы Константиновны, урождённой Михайловской, сестры народника Н. К. Михайловского.
  - Сын — Николай (1894—1933), художник.
  - Сын — Юрий (1899—1942, расстрелян)[2], художник[10]
  - Сын — Борис (1902—1973[2]), в середине 1920-х годов матрос парохода на Волге, режиссёр драматического кружка в клубе «III Интернационал»[7], который был устроен местными комсомольцами в усадебном доме Мягковых в селе Селище Костромского уезда, принадлежавшем его предкам со стороны матери.
  - Сын — Александр (1904—до 1911),
  - Дочь — Елизавета (1906—1988[2]), литературовед,
- Брат — Александр Купреянов, (1862—?)
- Сестра — Мария Купреянова, (1868—?)
- Сестра — Екатерина Купреянова, (1871—?), замужем за Александром Ксенофонтовичем Еремеевым (1844—1916)[2]
- Брат — Сергей Купреянов (1873—?)
- Сестра — Елизавета Купреянова (1875—1921?), замужем за Борисом Николаевичем Зузиным.

## Чины
- 20 декабря 1888 — коллежский секретарь (ст. 31 мая 1888 г.);
- 18 января 1894 — титулярный советник (ст. 31 мая 1891 г.);
- 15 августа 1895 — коллежский асессор (ст. 31 май 1894 г.);
- 13 августа 1899 — надворный советник (ст. 31 мая 1898 г.);
- 21 декабря 1902 — коллежский советник (ст. 31 мая 1902 г.);
- 17 апреля 1905 — статский советник за отличие в службе (ст. 31 мая 1906);
- 18 апреля 1910 — действительный статский советник.

## Награды
- 26 января 1895 — денежное вознаграждение в 300 руб.;
- 26 февраля 1896 — серебряная медаль в память царствования Александра III;
- 14 мая 1896 — орден Святого Станислава III степени;
- 30 июля 1897 — первая надбавка в размере 15 % за пятилетнюю службу в Царстве Польском;
- 6 декабря 1899 — орден Святой Анны III степени;
- 22 апреля 1907 — орден Святого Владимира IV степени;
- 6 апреля 1909 — орден Святой Анны II степени;
- 1911 год — орден Святого Владимира III степени;
- 1 февраля 1913 — Черногорский Орден Князя Даниила I 1-й степени;
- 18 февраля 1913 — знак в память 300-летия правления дома Романовых;
- 23 марта 1913 — вторая надбавка в размере 15 % за службу в Царстве Польском;
- 16 февраля 1914 — орден Святого Станислава I степени;
- 13 марта 1914 — памятный знак за подвиги в крестьянском деле в губерниях Привислинского края и Холмской губернии[уточнить];
- 29 апреля 1914 — бронзовая медаль в память 300-летия правления Дома Романовых;
- 12 февраля 1915 — бронзовая медаль за отличие в мобилизации;
- 30 июля 1915 — Орден Святой Анны I степени.

## Комментарии
1. ↑  Дата смерти в разных источниках сильно различается — 1921[1][2] или 1924[3] или 1925[4][5]. Но при этом согласно данным фонда "Открытый список" Н. Н. Куприянов был репрессирован в 1923 году[6].
2. ↑  Крестным отцом Николая был помощник надзирателя Костромского питейно-акцизного управления, губернский секретарь Рафаил Сергеевич Михайлов[1].